# Vietnám a 2011-es úszó-világbajnokságon
Vietnám a 2011-es úszó-világbajnokságon három úszóval vett részt.

## Úszás
Férfi
| Versenyző         | Esemény                         | Selejtező | Selejtező | Elődöntő          | Elődöntő          | Döntő             | Döntő             |
| Versenyző         | Esemény                         | Idő       | Helyezés  | Idő               | Helyezés          | Idő               | Helyezés          |
| ----------------- | ------------------------------- | --------- | --------- | ----------------- | ----------------- | ----------------- | ----------------- |
| Phạm Thành Nguyện | Férfi 100 méteres gyorsúszás    | 53.10     | 63        | Nem jutott tovább | Nem jutott tovább | Nem jutott tovább | Nem jutott tovább |
| Phạm Thành Nguyện | Férfi 200 méteres gyorsúszás    | 1:55.33   | 48        | Nem jutott tovább | Nem jutott tovább | Nem jutott tovább | Nem jutott tovább |
| Hoàng Quý Phước   | Férfi 100 méteres gyorsúszás    | 52.11     | 55        | Nem jutott tovább | Nem jutott tovább | Nem jutott tovább | Nem jutott tovább |
| Hoàng Quý Phước   | Férfi 100 méteres pillangóúszás | 54.39     | 39        | Nem jutott tovább | Nem jutott tovább | Nem jutott tovább | Nem jutott tovább |
| Hoàng Quý Phước   | Férfi 200 méteres pillangóúszás | 2:05.42   | 38        | Nem jutott tovább | Nem jutott tovább | Nem jutott tovább | Nem jutott tovább |
| Võ Thái Nguyên    | Férfi 200 méteres pillangóúszás | 2:01.25   | 33        | Nem jutott tovább | Nem jutott tovább | Nem jutott tovább | Nem jutott tovább |
| Võ Thái Nguyên    | Férfi 400 méteres vegyesúszás   | 4:41.02   | 33        |                   |                   | Nem jutott tovább | Nem jutott tovább |